# Abbaye de Château-Chalon
L'abbaye de Château-Chalon, situé à Château-Chalon (Jura), est un établissement monastique pour femmes qui a existé de l'époque carolingienne à la Révolution française. D’abord abbaye bénédictine classique, l'institution s'est transformée en abbaye pour chanoinesses constituée en chapitre de dames nobles qui accueillaient les filles des grandes familles comtoises. Construite sur le rebord protecteur d'un plateau rocheux du Jura, l'abbaye, à la fois centre religieux et seigneurial, possédait un vaste territoire dont une grande partie était consacrée à la culture de la vigne et elle reste liée au renom du vignoble jurassien.

## Les origines
Gérard Moyse dans son ouvrage sur Les origines du monachisme dans le diocèse de Besançon (Ve-Xe siècles) montre que l'attribution de la fondation d'une abbaye à un haut dignitaire franc à la fin du VIIe siècle relève du légendaire, tout en précisant qu'une telle fondation ne serait pas invraisemblable dans le cadre de la « progression bénédictine dans le diocèse de Besançon » à l'époque carolingienne. La date de la fondation de l'abbaye de Château-Chalon reste incertaine et la première mention assurée de l'« abbatiola Carnonis-Castrum » se trouve dans un document de 869, une donation de Lothaire II à l'archevêque de Besançon Arduic qui mentionne aussi pour la première fois la « cellula » de Baume-les-Messieurs. Ces deux noms se retrouvent l'année suivante dans la « Divisio regni » qui les attribue à Louis le Germanique au traité de Meerssen en 870 (Gérard Moyse, p. 431).
Datant donc probablement des VIIIe-IXe siècles, l'abbaye se développe sur l'arête du plateau et, pour protéger l'établissement monastique, des fortifications intégrant deux tours sont construites (dont la « tour Charlemagne » édifiée selon la tradition légendaire par Charles II le Chauve, petit-fils de Charlemagne) : l'ensemble tel qu'on le voit sur une gravure du XVIIIe siècle correspondant plutôt à l'architecture militaire du XIIIe siècle comme en témoignent encore les ruines du donjon. Les sires d'Arlay deviennent les protecteurs de l'abbaye par une charte de l'empereur Frédéric Barberousse en 1165, comte palatin de Bourgogne : l'abbaye qui reçoit de nombreuses donations des grandes familles dont elle accueille déjà les filles, fait alors confirmer ses possessions croissantes par l'empereur puisque Château-Chalon est en terre d'Empire.

## Développement

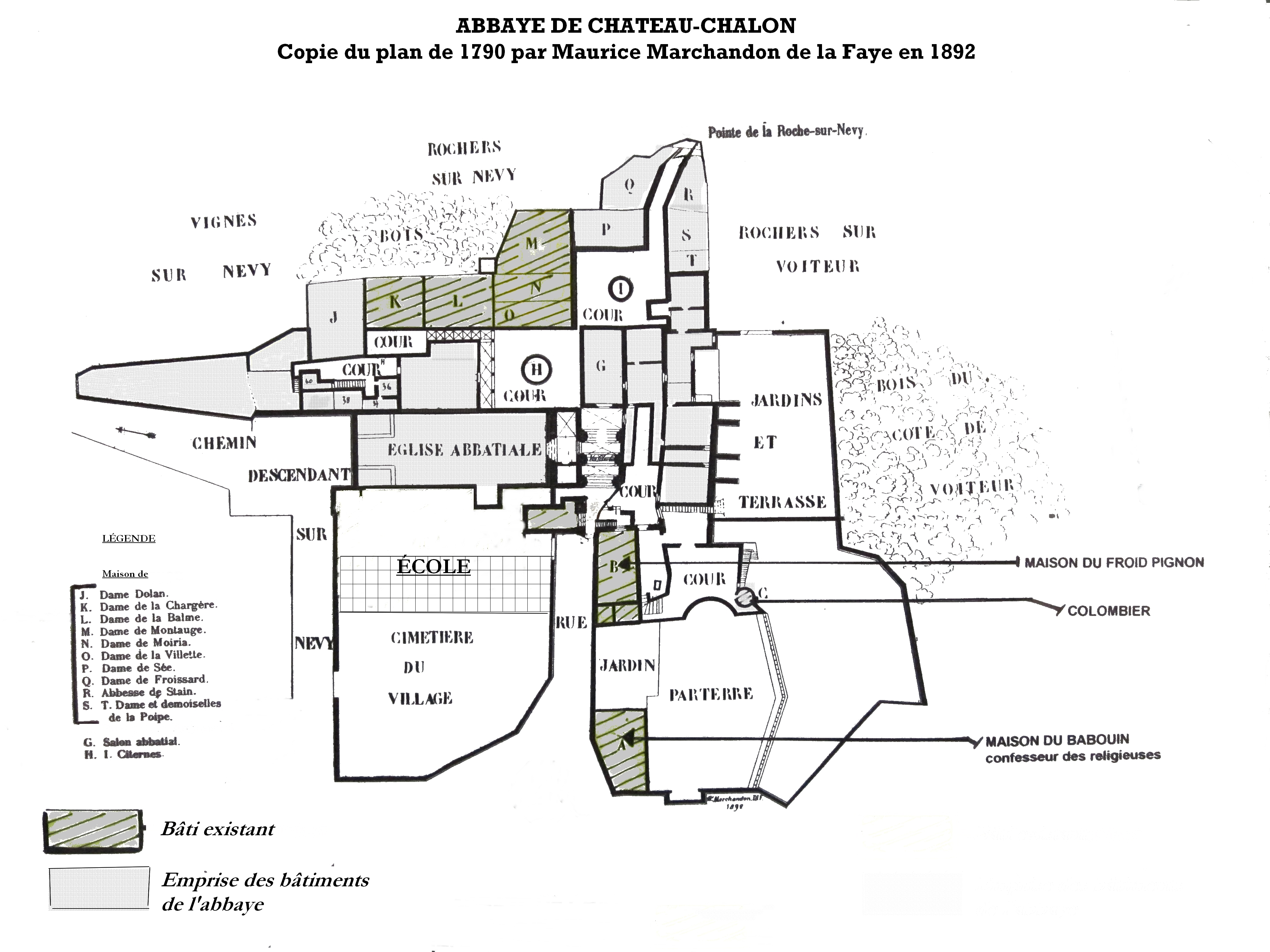
Plan reconstitué de l'abbaye de Château-Chalon.

Au XIIIe siècle, l'abbaye de bénédictines se sécularise : elle deviendra un chapitre de chanoinesses, le Chapitre Notre-Dame de Château-Chalon, qui n'acceptait que les dames nobles pouvant justifier de 16 quartiers de noblesse (8 du côté paternel et 8 du côté maternel). Les grandes familles de Franche-Comté y font accueillir leurs filles cadettes qu'elles ont renoncé à marier et à doter. Bien que toujours régie par la règle bénédictine, la vie de l'abbaye n'a rien de strict : les chanoinesses, une vingtaine environ avec des postulantes et des « écolières » qui reçoivent une éducation aristocratique, vivent dans des maisons individuelles avec leur domesticité et mènent une vie autant sociale que religieuse, même si elles conservent des obligations rituelles comme les prières canoniales collectives, mais des aménagements de la règle se mettent en place comme les regroupements des prières et l'aménagement des horaires. Chaque chanoinesse garde la jouissance de ses biens propres et de ses rentes, et reçoit une part distincte des revenus de la communauté, une prébende. Nous sommes loin des ordres mendiants qui naissent dans la chrétienté à la même époque.
Les abbesses nommées par le comte de Bourgogne portent le plus souvent le titre de princesses du Saint-Empire et ont le droit de seigneurie (justice, cens, corvées, mainmorte sur plusieurs milliers d'hectares qui englobent les villages voisins  comme Menétru-le-Vignoble, Nevy-sur-Seille, Blois-sur-Seille, Voiteur, Ladoye-sur-Seille. L'abbaye est alors riche de ses dîmes perçues dans tout le sud du Jura actuel (Plaisia, Besain, Mérona, Molay, Petit-Noir...) et de ses possessions dans les villages viticoles du Revermont (Passenans, Macornay, Gevingey où exista jusqu'aux destructions du XVIIe siècle un petit prieuré avec quelques religieuses) ou encore de son puits à sel à Salins. L'aménagement de moulins sur la haute Seille procurait lui aussi des rentrées d'argent non négligeables. Les siècles sont d'ailleurs ponctués de contestations et de procès à propos de ces revenus. En plus des domestiques personnels, l'abbaye emploie des serviteurs divers pour les tâches quotidiennes, des forestiers pour exploiter les bois, un scribe, un bailli appelé grand juge, un juge châtelain, un procureur d’office, des sergents pour le fonctionnement de la police et de la justice.

## La fin de l'abbaye
Les abbesses les plus connues sont Catherine de Rye (1613-1645) qui fait de l'abbaye de Château-Chalon un lieu de vie social recherché et Claudine de Fouchier (1652-1660) qui fait restaurer l’église et obtient le titre de grande abbesse. Au XVIIIe siècle, la famille des Watteville de Sirod donne les dernières abbesses à une institution en décadence : Anne-Marie Desle de Watteville (1733-1742) et Françoise Elisabeth de Watteville-Conflans, abbesse de 1742 à 1775, cherchent à rétablir des finances mises à mal par les guerres et les pestes qui ont ruiné la Comté au siècle précédent (armées d'Henri IV, Guerre de Dix Ans). La région est dépeuplée et les vignes porteuses de revenus restent en friches en même temps que s'amorce l'évolution des mentalités. Au sentiment démocratique naissant qui fait percevoir des chanoinesses titrées mais ruinées (en partie par la faillite de Law) comme des parasites, s'ajoute un sentiment anticlérical nourri du mode de vie particulier des chanoinesses qui se coupent de la population et ouvrent même un cercle de jeu pour leur petite société. Si au XVIe siècle les religieuses, dont l'abbesse, étaient fréquemment marraines des enfants de tous les milieux, cela devient rare au siècle suivant et « des six abbesses de Watteville, qui règnent de 1670 à 1790, une seule, et une seule fois, daigne devenir marraine, et encore pour un enfant de son intendant ; dans le même laps de temps, les religieuses ne paraissent que douze fois, dix fois moins souvent qu'au XVIe siècle ». On comprend que l'on parle au XVIIIe siècle d'« hôpitaux de noblesse » pour désigner ces abbayes d'un autre temps. En 1790, les révolutionnaires décident sans scandale particulier la dissolution de l'abbaye qui est vendue comme bien national et en grande partie démolie.
La dernière abbesse a été Charlotte-Anne-Sophie-Désirée de Stain, nièce de la précédente, et connue pour avoir possédé un rubis énorme, célèbre en Europe sous le nom de Watteville. Pendant la Révolution, elle refusa de remettre aux officiers municipaux les vases sacrés de l’église. Ces objets précieux dont des ostensoirs, des ciboires, des croix, des encensoirs en lames d’argent enrichies de pierres précieuses ont été pour partie conservés dans le trésor de l'église Saint-Pierre qui abrite aussi des statues sauvegardées lors de la démolition de l'abbaye.
Il ne reste que quelques traces de la glorieuse abbaye comme le porche d'entrée, l'emplacement de la maison de la dernière abbesse Mme de Stain, la maison de l'intendant, la façades et un pigeonnier de l'ancien bâtiment abbatial dit Froid Pignon.

## Liste des abbesses
- ~1020-~1040.	Berlaïde
- ~1040-~1060.	Alduide/Adjudis/Anduide
- ~1060-~1190.	Adélaïde/Halaïde
- ~1130-~1150.	Béatrice ?
- ~1150-~1185.	Pétronille
- ~1200-~1215.	Caprarie
- ~1220-~1235.	Euphémie
- ~1235-~1250.	Guillelmine de Monnet
- ~1250-~1270.	Marguerite
- ~1270-~1291.	Mahaut de Bourgogne
- ~1291-~1310.	Jeanne de Clairvaux
- ~1310-~1325.	Huguette de Clairvaux
- ~1325-~1330.	Alix de Rochefort
- ~1330-~1345.	Comtesse de Vienne
- ~1345-~1355.	Eléonore (Elinor) d'Andelot
- ~1355-~1365.	Guillemette de La Baume
- ~1365-1369.	Isabeau de Coligny-Andelot
- ~1370-1396.	Marguerite de Cosges dite d'Andelot
- 1396-1404.	Guillemette de Coligny-Andelot
- 1404-1447.	Catherine de Coligny d’Andelot
- 1447-1458.	Jeanne de Vaudrey
- 1458-1473.	Louise de Luyrieux de La Cueille
- 1478 - 1479.	 Henriette de Quingey
- 1478- ~1490.	Catherine de Sugny
- ~1490-1502.	Marguerite de Sugny
- 1502-1508.	Henriette de Quingey
- 1508-1528.	Catherine I de Rye de Varambon
- 1528-1555.	Marie de Rye de Varambon
- 1555-1590.	Catherine II de Rye de Varambon
- 1590-1592.	Guillemette de Luirieux de La Cueille
- 1592-1611.	Claudine I de Fouchiers de Savoyeux
- 1613-1645.	Catherine III de Rye de Varambon
- 1651-1660.	Claudine II de Fouchiers de Savoyeux
- 1661-1675.	Alexandrine Mahaut de Reculot
- 1675-1700.	Marie II Angélique de Watteville de Versoix de Conflans
- 1700-1733.	Anne-Marie de Watteville de Versoix de Conflans
- 1733-1742.	Anne-Marie Desle de Watteville de Versoix de Conflans
- 1742-1775.	Françoise-Elisabeth de Watteville de Versoix de Conflans
- 1775-1786.	Marie-Anne de Watteville de Versoix de Conflans
- 1786-1792.	Charlotte-Anne-Sophie-Désirée de Stain de Watteville

Les abbesses Amberge, Anne, Agnès et Claire sont difficiles à placer dans le temps, probablement au cours des XIIe – XIIIe siècles.
Sources : Gallia Christiana, Vayssière, de Mesmay.

## Galerie

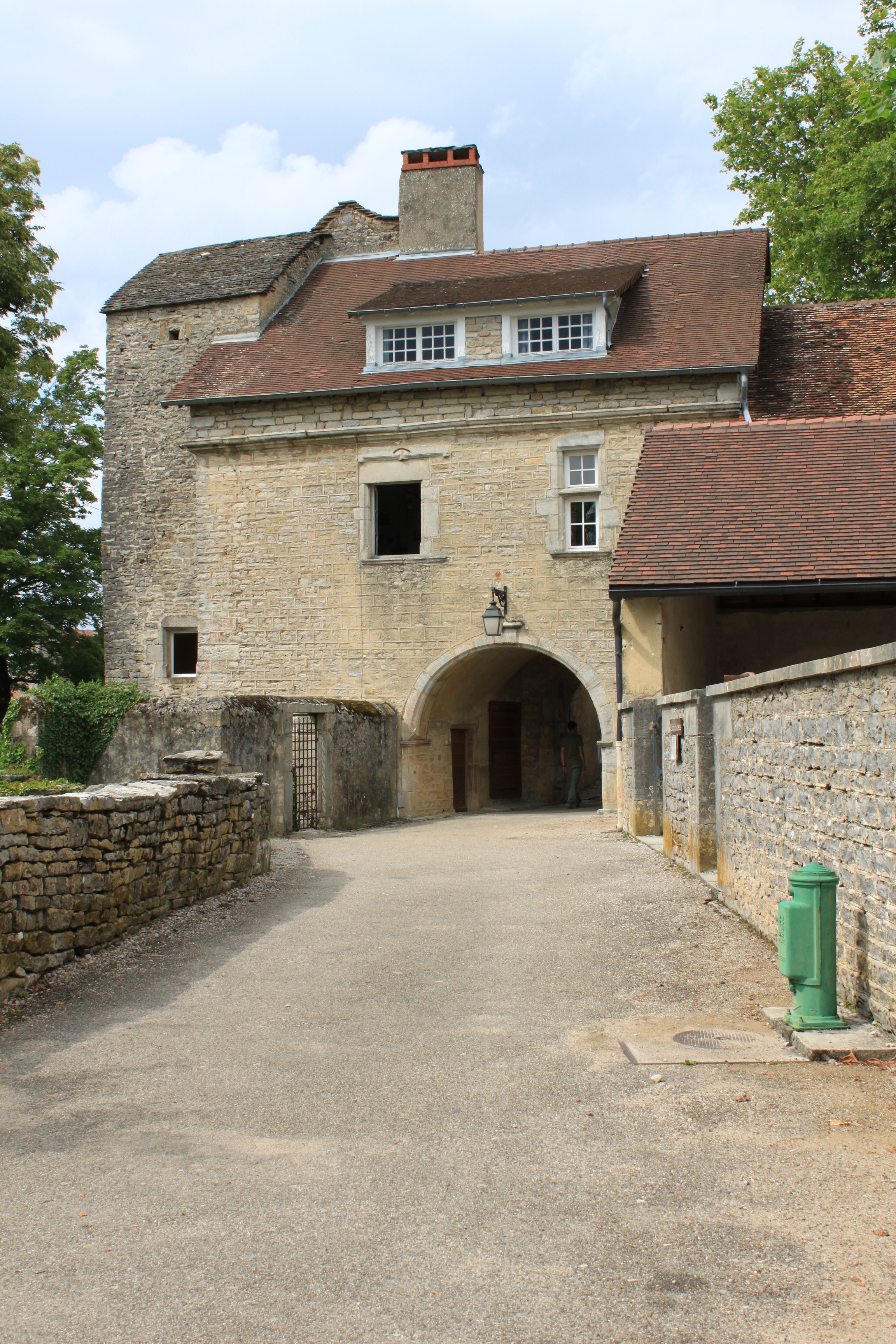
Vestige du porche d'entrée de l'abbaye.
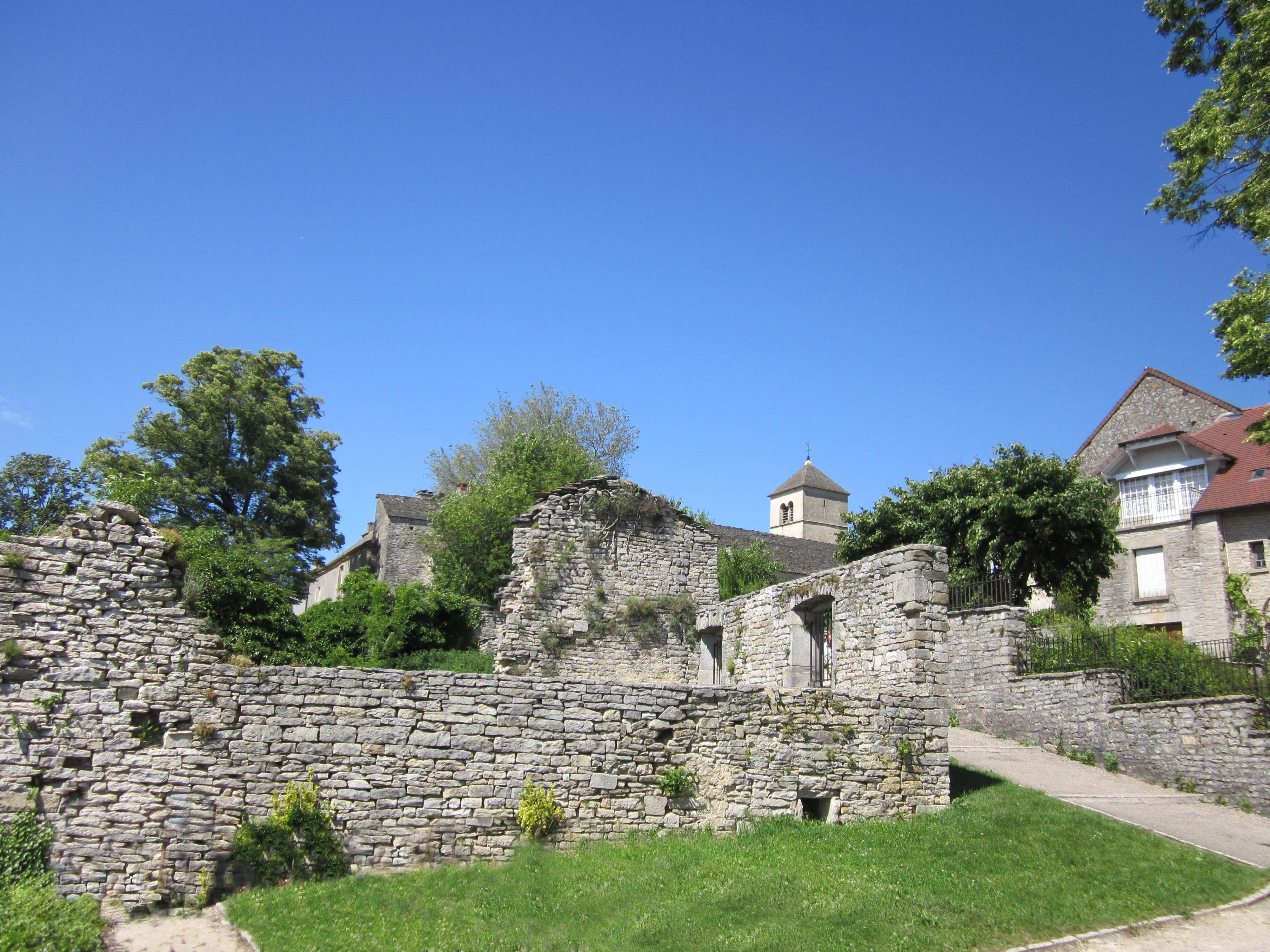
Emplacement des maisons des chanoinesses.
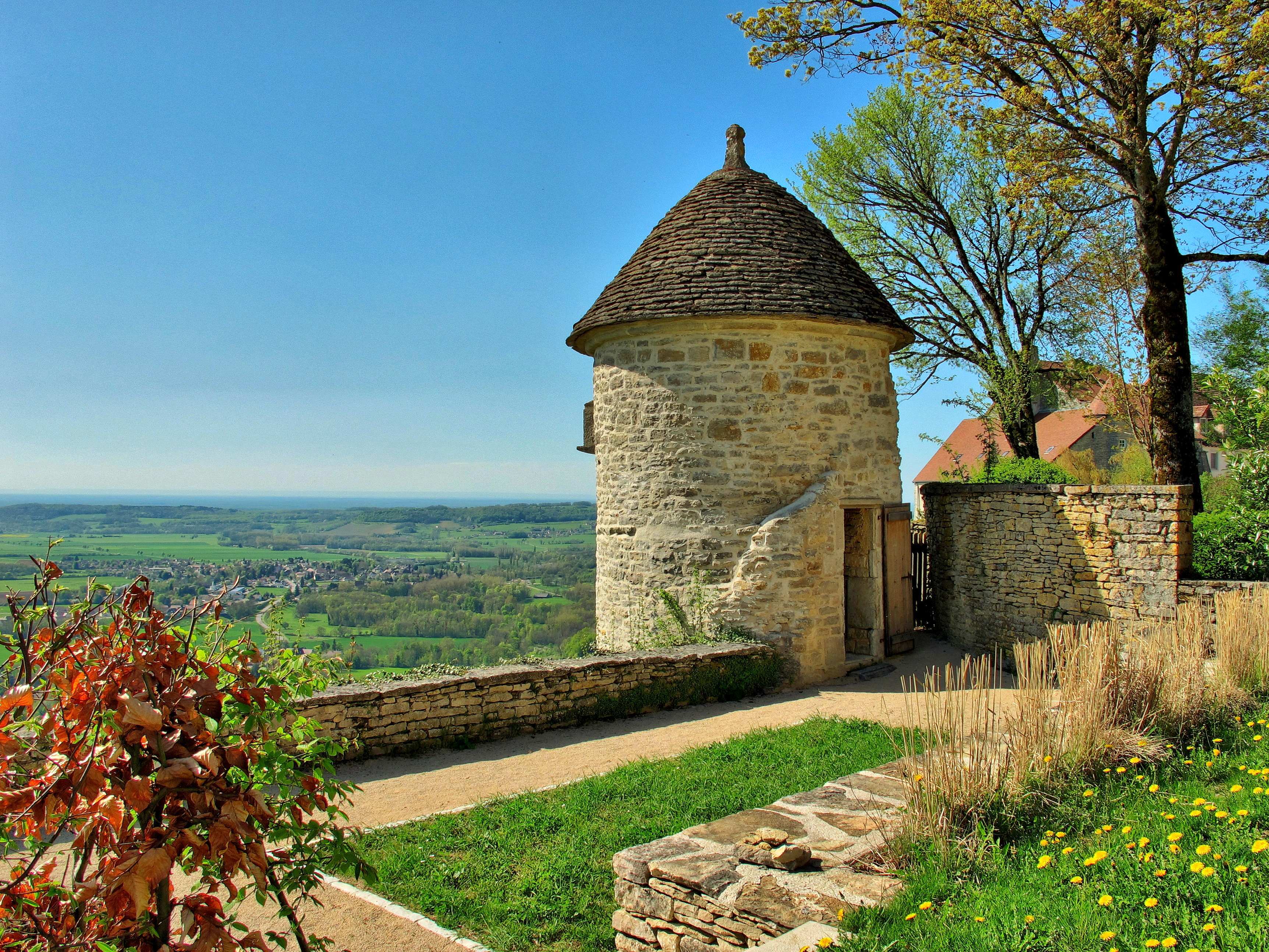
Le colombier abbatial.
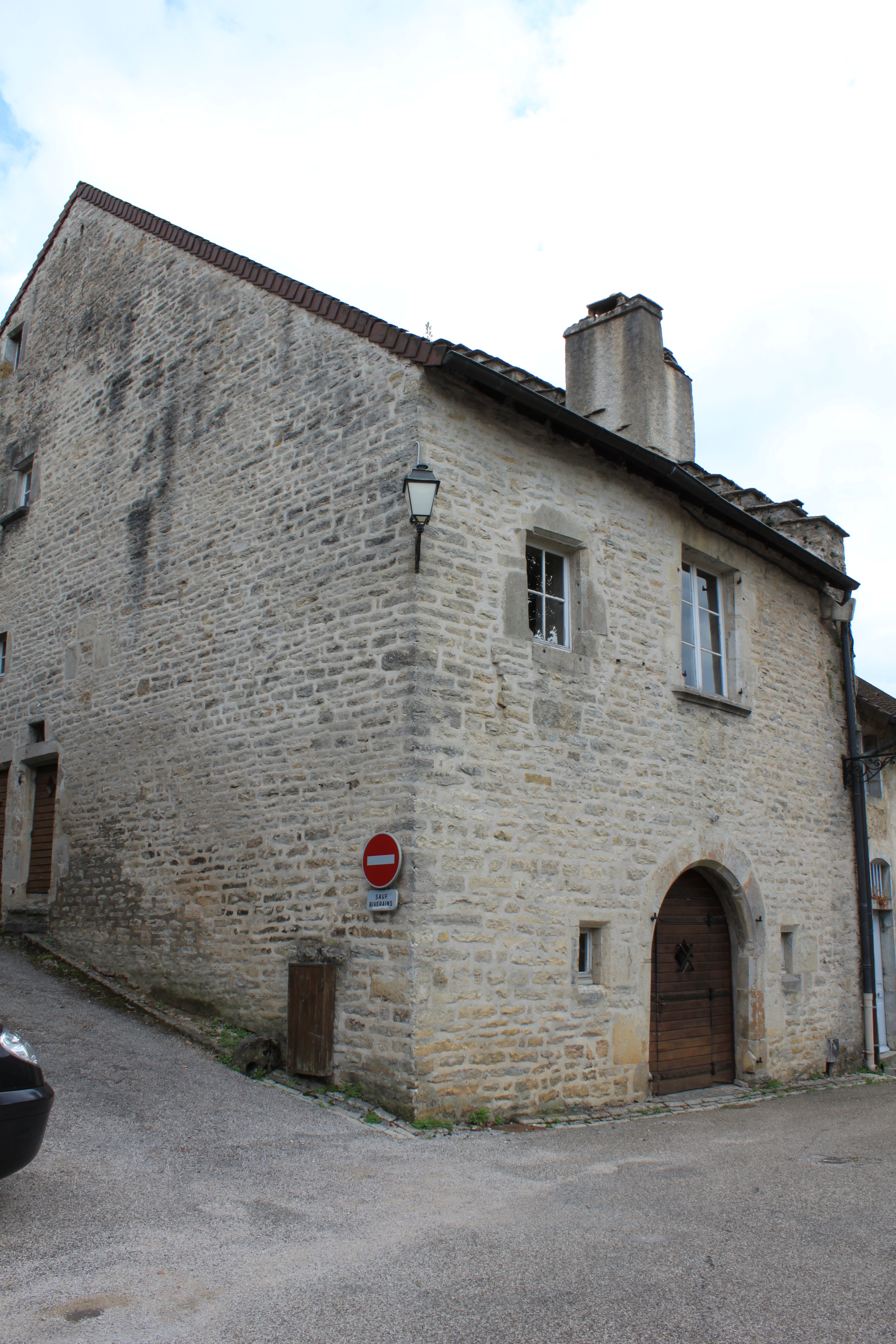
Un des vestiges de l'abbaye : la maison de l'intendant.
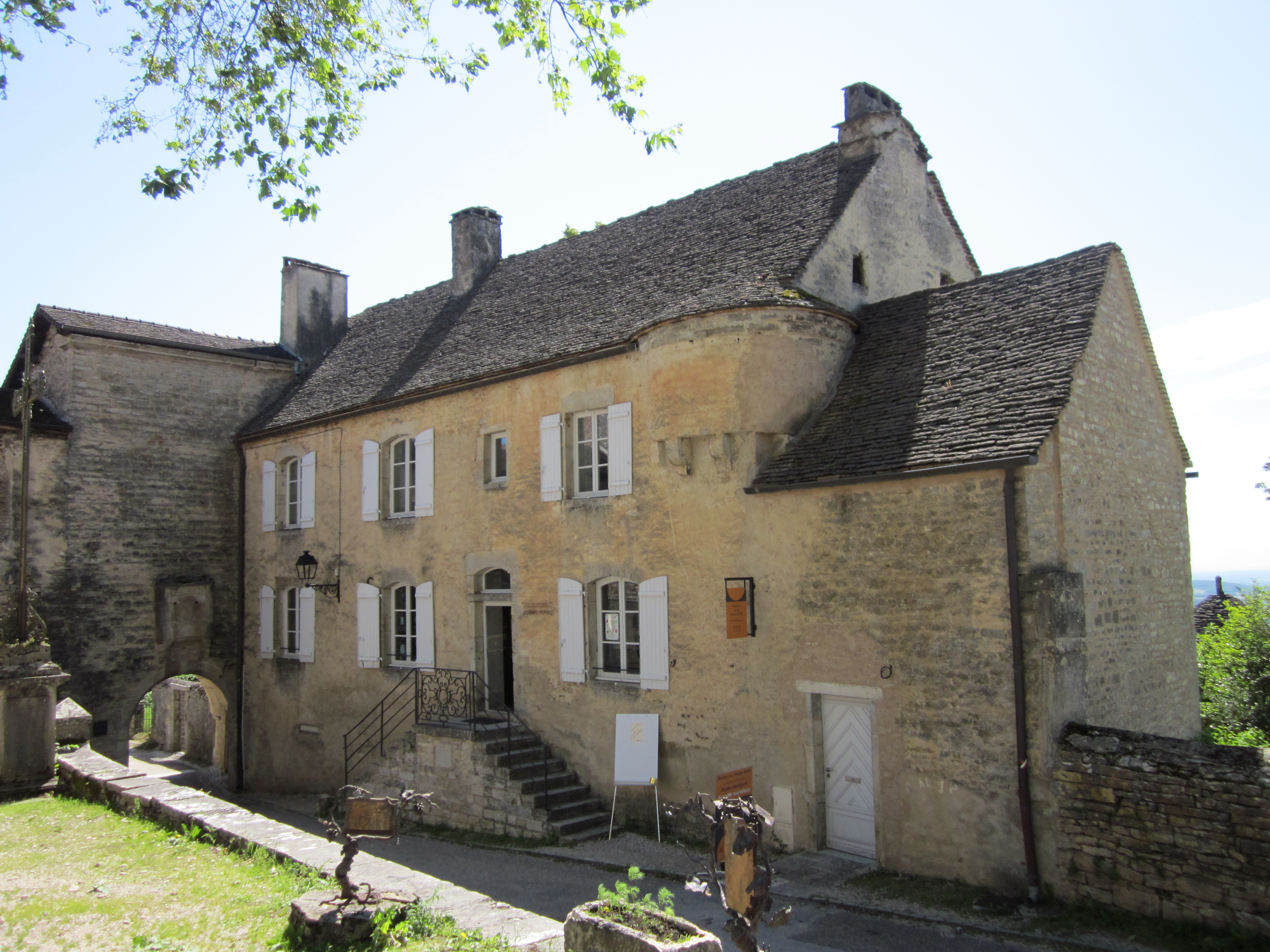
Le Froid-Pignon, probablement l'hôtellerie de l'abbaye de Château-Chalon.
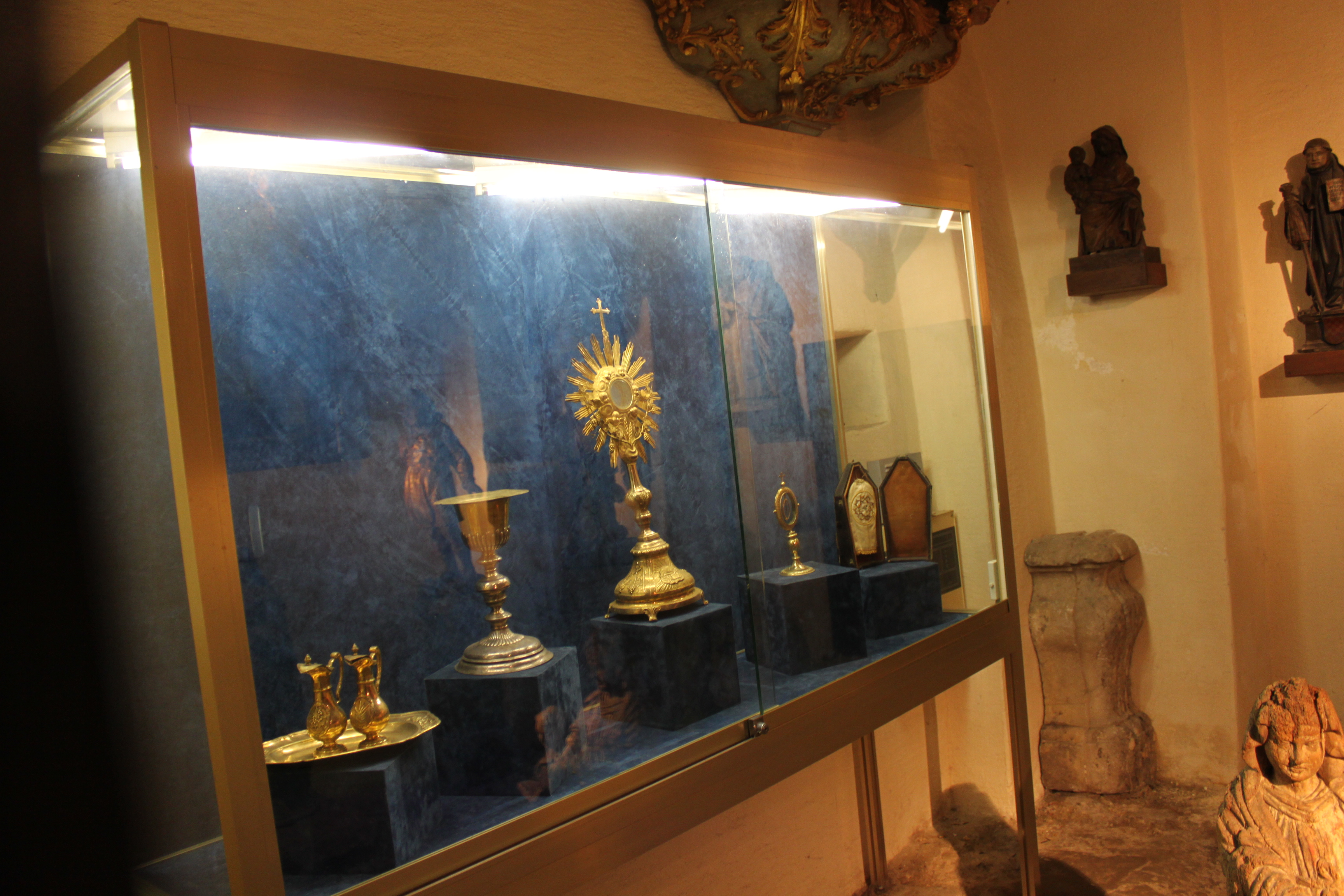
Objets du culte provenant de l'abbaye.

## La légende du savagnin et du vin jaune

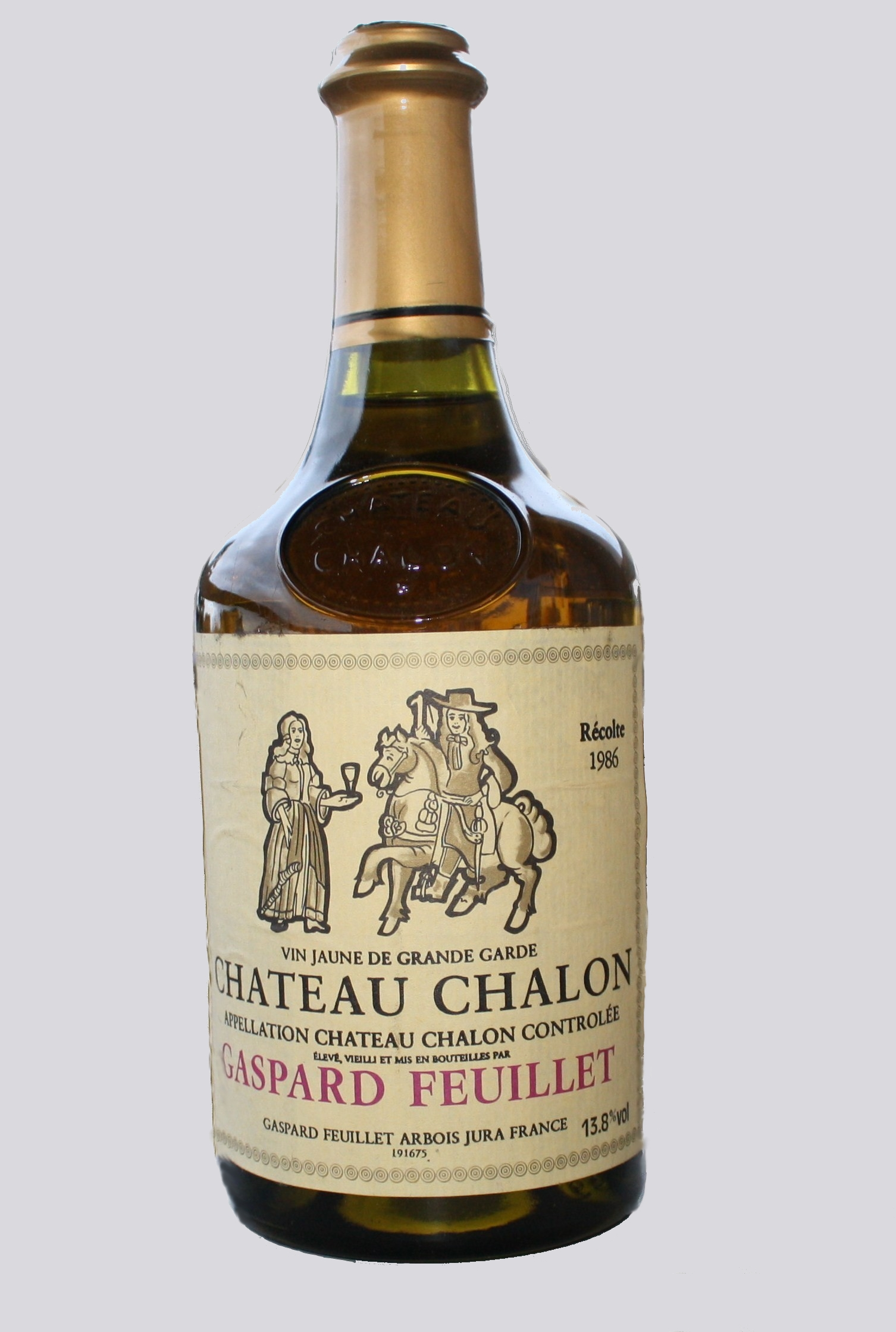
Clavelin de Château-chalon (AOC).

La tradition attribue aux abbesses l’acclimatation du cépage Tokay de Hongrie sur les coteaux de Château-Chalon : ce serait l'origine du savagnin, cépage emblématique du vignoble jurassien et seul cépage agréé pour l'élaboration du vin jaune. La tradition tourne cependant à la légende puisque l’ampélographie moderne rattache le savagnin à la famille des traminers : il serait une adaptation du « weißer traminer » allemand. Reste que l'abbaye de Château-Chalon a, comme d'autres abbayes médiévales, joué un rôle indiscutable dans le développement du vignoble et créé un haut lieu du patrimoine jurassien.